# Charles Anderson-Pelham, 1. Baron Yarborough

Wappen des Charles Anderson-Pelham, 1. Baron Yarborough

Charles Anderson-Pelham, 1. Baron Yarborough (geborener Anderson; * 3. Februar 1749; † 22. September 1823) war ein britischer Peer und Politiker.

## Leben
Er entstammte der Gentry von Lincolnshire und war der älteste Sohn und Erbe des Francis Anderson († 1758), Gutsherr von Manby bei Broughton in Lincolnshire, aus dessen Ehe mit Eleanor Carter.
1763 erbte er als Generalerbe seines Großonkels, des Bruders seiner Großmutter väterlicherseits, Charles Pelham, auch dessen Vermögen einschließlich des Anwesens Brocklesby Park bei Habrough in Lincolnshire. Zu diesem Anlass ergänzte er seinen Familiennamen von „Anderson“ zu „Anderson-Pelham“ und nahm das Wappen seines Großonkels in seines auf. Er übernahm von seinem Großonkel auch das Ehrenamt des Leiters einer Parforcejagd (Master of the Brocklesby Hounds).
1768 wurde er erstmals ins britische House of Commons gewählt. Er wurde zur Partei der Whigs gezählt und war 1768 bis 1774 Abgeordneter für das Borough Beverley in Yorkshire und 1774 bis 1794 Knight of the Shire für Lincolnshire. 1771 erhielt er auch das Amt des High Sheriff von Lincolnshire und 1777 wurde er als Fellow in die Royal Society aufgenommen.
Am 13. August 1794 wurde er in der Peerage of Great Britain zum Baron Yarborough, of Yarborough in the County of Lincoln, erhoben und erhielt dadurch einen Sitz im britischen House of Lords.

## Ehe und Nachkommen
Am 21. Juli 1770 heiratete er Sophia Aufrère (um 1753–1786), Tochter und Erbin des Unterhausabgeordneten George René Aufrère aus Chelsea (London). Mit ihr hatte er zwei Söhne und fünf Töchter:
- Charles Anderson-Pelham, 1. Earl of Yarborough (1781–1846);
- Hon. George Anderson-Pelham (1785–1835);
- Hon. Sophia Anderson-Pelham ⚭ 1802 Dudley Long North, Gutsherr von Glemham Hall in Suffolk;
- Hon. Caroline Anderson-Pelham († 1812), ⚭ 1797 Robert Cary Elwes (1772–1852), Gutsherr von Roxby und Brigg in Lincolnshire, Great Billing in Northamptonshire und Egton in Yorkshire;
- Hon. Maria Charlotte Anderson-Pelham († 1840), ⚭ 1804 William Tennant (1783–1835), Gutsherr von Little Aston Hall in Staffordshire;
- Hon. Arabella Anderson-Pelham († 1871), ⚭ 1802 Thomas Fieschi Heneage (* 1771);
- Hon. Georgiana Anne Anderson-Pelham († 1861), ⚭ 1811 Francis John Bateman Dashwood, Gutsherr von Well in Lincolnshire.

Als er 1823 starb, beerbte ihn sein ältester Sohn Charles, der 1837 auch zum Earl of Yarborough erhoben wurde.